# بابلو بيكاسو
بابلو رويز بيكاسو (بالإسبانية: Pablo Ruiz Picasso) (وُلِد في 25 أكتوبر 1881، مالقة، إسبانيا - توفي في 8 أبريل 1973، موجان، فرنسا) رسام ونحات وفنان تشكيلي إسباني  وأحد أشهر الفنانين في القرن العشرين وينسب إليه الفضل في تأسيس الحركة التكعيبية في الفن.

## النشأة
ولد بابلو بيكاسو عام 1881 بمدينة مالقة في جنوب إسبانيا لأسرة متوسطة الحال، وكان بابلو هو الطفل الأول فيها، كانت أمه تدعى ماريا بيكاسو (وهو الاسم الذي اشتهر به بابلو فيما بعد)، أما والده فهو الفنان خوسيه رويث الذي كان يعمل أستاذًا للرسم والتصوير في إحدى مدارس الرسم وكذلك كان أمينًا للمتحف المحلي، وقد تخصص في رسم الطيور والطبيعة، وكان أجداد رويث من الطبقة الأرستقراطية إلى حد ما.
أظهر بابلو شغفه ومهارته في الرسم منذ سن مبكرة، وكانت أمه تقول أن من أولى الكلمات التي نطقها بابلو كانت تعني «قلم رصاص». في السابعة من عمره تلقى بابلو على يد والده تدريبًا رسميًا في الرسم والتصوير الزيتي، وكان رويز فنانًا تقليديًا وأستاذًا أكاديميًا مما جعله يعتقد أن التدريب المثالي يعتمد على النسخ المنضبط، ورسم أجساد بشرية من نماذج حية. وهكذا أصبح بابلو منشغلًا بالرسم على حساب دراسته.
عام 1891 انتقلت العائلة إلى لا كورونيا حيث أصبح الأب أستاذًا بكلية الفنون الجميلة، ومكثوا فيها أربعة أعوام تقريبًا. وفي إحدى المرات قام بابلو وهو في سن الثالثة عشرة بإتمام رسم أحد السكيتشات التي لم يكن والده قد انتهى منها بعد وقد كانت اللوحة لحمامة، وحينما تفحص الأب تقنية إبنه في الرسم شعر إن إبنه قد تفوق عليه، وأعلن وقتها التخلي عن الرسم رغم وجود لوحات له في وقت لاحق.
وفي عام 1895 تعرض بابلو لصدمة شديدة بعد وفاة شقيقته الصغرى ذات السبع سنوات بعد إصابتها بمرض الدفتيريا، وبعد وفاتها انتقلت العائلة مرة أخرى إلى برشلونة حيث عمل الأب هناك أستاذًا بأكاديمية الفنون الجميلة، وبدأ بابلو في الازدهار من جديد مع إبقاءه على الحزن والحنين إلى الوطن الحقيقي.
أقنع الأب المسؤولين في الأكاديمية بالسماح لابنه بالتقدم في امتحان القبول للمستوى المتقدم، وكانت هذه الامتحانات تستغرق في الغالب شهرًا إلا أن بيكاسو أنجزها في أسبوع واحد، الأمر الذي حاز إعجاب لجنة التحكيم ببيكاسو الذي كان في الثالثة عشرة من عمره وقتها. وكان بيكاسو يفتقر للانضباط إلا أنه استطاع أن يكوّن العديد من الصداقات التي أثّرت في حياته في وقتٍ لاحق.
قام والده بتأجير حجرة صغيره له بجوار المنزل ليستطيع فيها بيكاسو العمل بمفرده، وكان والده يقوم بزيارته عدة مرات في اليوم وتفحّص رسوماته، والنقاش معه حول بعض الأمور أحيانًا. بعدها قرر والد بيكاسو وعمه إرساله إلى أكاديمية سان فرناندو الملكية للفنون الجميلة في مدريد، وهي أهم أكاديمية للرسم في البلاد.
في السادسة عشرة من عمره، بدأ بيكاسو في المكوث في المدينة على نفقته للمرة الأولى إلا أنه وبعد تسجيله في الأكاديمية بدأ يكره النظام الرسمي في التعليم وبدأ في ترك المحاضرات. وعلى الرغم من أن مدريد كان لديها العديد من عوامل الجذب، مثل متحف البرادو الذي يضم أعمالًا لدييغو فيلاثكيث، فرانثيسكو غويا، وزورباران فرانشسكو إلا أن بيكاسو أعجب خاصةً بأعمال الفنان إل غريكو (يوناني الأصل) حيث الألوان اللافتة، والأطراف الممدودة، والملامح الغامضة، والتي تأثر بها بيكاسو وظهرت في أعماله فيما بعده.

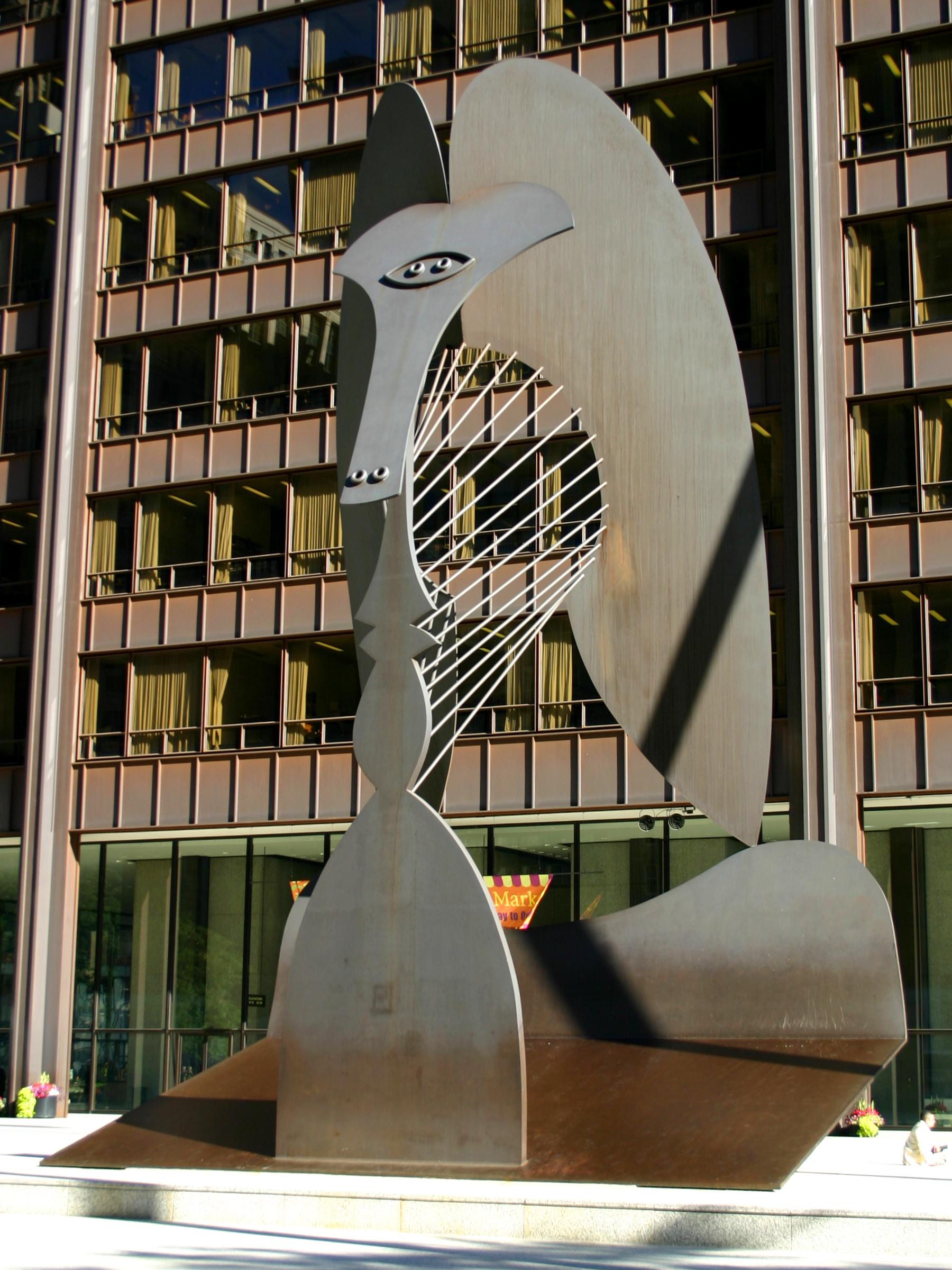
بابلو بيكاسو

## بدايات عمله
في عام 1901 كانت أولى رحلات بيكاسو إلى باريس، عاصمة الفن في أوروبا، وهناك قابل للمرة الأولى صديقه الفرنسي الشاعر والصحفي ماكس جاكوب والذي ساعد بيكاسو في تعلم اللغة الفرنسية والأدب الفرنسي، وسريعًا ما انتقلا للعيش معًا في غرفة صغيرة حيث كان ينام جاكوب في الليل بينما كان ينام بيكاسو نهارًا ويعمل ليلًا، وقد مرّ عليه أوقات كثيرة عانى فيها من الفقر، واليأس، والبرد، حتى أن الكثير من أعماله كان يقوم بحرقها ليحتفظ بالغرفة دافئة. وأثناء الخمسة أشهر الأولى في عام 1901 عاد بيكاسو للعيش مرة أخرى في مدريد حيث قام هو وصديقه الفوضوىّ فرانثيسكو سولير بتأسيس مجلة «يانج آرت» والتي نشرت خمسة أعداد، كان سولير يكتب المقالات فيها بينما ساهم بيكاسو بالرسوم وأغلبها كان الكاريكتير الذي صوّر بيكاسو من خلاله معاناة الفقراء. صدر العدد الأول من هذه المجلة في 31 مارس 1901، وهو الوقت الذي بدأ فيه بيكاسو بالتوقيع باسم «بيكاسو» بعد أن ظل طوال سنواته السابقة يوقع على أعماله مستخدمًا اسم «بابلو رويث بيكاسو».
وبحلول عام 1905 كان بيكاسو قد أصبح من الفنانين المفضلين لدى اثنين من جامعى اللوحات الأمريكيين وهما الناقد الفني ليو شتاين وأخته الكاتبة جيرترود شتاين، ومن بعدهما أصبح الأخ الأكبر مايكل شتاين وزوجته سارة أيضًا من جامعى لوحات بيكاسو. وقد قام بيكاسو برسم بورتريه للكاتبة جيرترود وابن أخيها ألان شتاين، ومن بعدها أصبحت جيرترود هي الراعى الرسمى لأعمال بيكاسو حيث كانت تحصل على رسوماته ولوحاته وتقوم بعرضهم في صالون منزلها بباريس. وفي إحدى هذه التجميعات لأعمال بيكاسو في منزلها عام 1905 التقى بيكاسو بهنرى ماتيس والذي أصبح فيما بعد صديقه مدى الحياة وكذلك منافسه. وخلال هذه اللقاءات تعرف بيكاسو بكلاريبيل كون وأختها إيتا كون، واللتان كانتا من جامعى اللوحات الأمريكيين والتي بدأتا في جمع لوحات بيكاسو وماتيس.
في وقتٍ لاحق، انتقل ليو شتاين للعيش في إيطاليا وأصبح مايكل شتاين وزوجته سارة راعيين لأعمال ماتيس بينما استمرت جيرترود في جمع لوحات بيكاسو وفي كونها راعية لأعماله. في عام 1907 شارك بيكاسو في أحد المعارض الذي اُقتتح في باريس على يد دانيال هنرى كانفيلير، وقد كان كانفيلير مؤرخًا ألمانيًا وجامعًا للوحات والذي أصبح فيما بعد واحدًا من أبرز المتعاملين في بيع اللوحات في فرنسا في القرن العشرين، كما كان من أول أنصار المدرسة التكعيبية التي تبناها بابلو بيكاسو وجورج براك. وقد روّج كانفيلير للعديد من الرسامين مثل أندريه ديرين، كيس فان دونغن، فرناند ليجيه، موريس دى فلامينك، والعديد من الفنانين الآخرين الذين جاءوا من كل مكان في العالم للعيش والعمل بحى مونبارناس في باريس في ذلك الوقت.
وفي باريس، في حى مونمارتر وحى مونبارناس تعرّف بيكاسو بالعديد من الأصدقاء البارزين والذين كان من بينهم الكاتب والشاعر أندريه بريتون، والشاعر غيوم أبولينير، والكاتب ألفريد جارى والثلاثة من الفرنسيين. وفي عام 1911 تم القبض على أبولينير غيوم لاشتباهه في سرقة لوحة الموناليزا من متحف اللوفر وقد أشار في الحديث إلى بيكاسو الذي كان قد جُلب هو الآخر للاستجواب، إلا أنه قد تمت تبرئتهما بعدها.

## الحياة الشخصية
في أوائل القرن العشرين بدأ بيكاسو في تقسيم وقته بين برشلونة وباريس، وفي 1904، في خضم العاصفة، التقى بيكاسو بفيرناند أوليفير، البوهيمية الفرنسية التي أصبحت عشيقته فيما بعد، وقد ظهرت أوليفير في العديد من لوحات بيكاسو في الفترة التي عُرفت بالفترة بعد الحرب العالمية الأولى كوّن بيكاسو العديد من العلاقات الهامة والتي كان لها صلة بسيرجى ديغليف، الناقد الفنى ومدير فرقة الباليه الروسي التي تكونت عام 1909. وكان من بين أصدقاء بيكاسو في تلك الفترة جين كوكتو، خوان جريس، وغيرهم. وفي صيف عام 1918 تزوج بيكاسو من أولجا خوخلوفا، وهي راقصة باليه روسية-أوكرانية في فرقة سيرجى والتي كان بيكاسو يصمم لهم لوحات الرقصات في روما، وكان شهر العسل في إحدى الفيلات بالقرب من التشيلية يوجينا إيراسوريس، والتي كانت تعمل كراعى فني.
وقد عرّفت أولجا الطبقة العليا بزوجها بيكاسو من خلال عشاءات العمل الرسمية وكل أشكال المجاملات الاجتماعية التي عرفتها حياة الأثرياء في باريس في عشرينيات هذا القرن. وكان لبيكاسو وأولجا ولد واحد وهو «باولو» الذي كبر ليصبح أحد متسابقى الدراجات النارية، وكان يعمل سائقًا لأبيه في بعض الأحيان. وبمرور الوقت اصطدم إصرار أولجا على المجاملات الاجتماعية ببوهيمية بيكاسو، الأمر الذي أدى إلى نشوب صراعات مستمرة بينهما.
خلال هذه الفترة والتي تعاون فيها بيكاسو مع فرقة سيرجى ديغليف، قام بيكاسو بالتعاون مع إيغور سترافينسكيفى مُلحن عرض الباليه الشهير بولشينيا عام 1920، وقد قام بيكاسو بعمل العديد من اللوحات لهذا العرض. وفي عام 1927 قابل بيكاسو ماري تيريز والتر، الفرنسية ذات السبعة عشرة عامًا، والتي أصبحت فيما بعد عشيقته التالية. وفي هذه الفترة انتهى زواج بيكاسو بأولجا خوخلوفا بالانفصال وليس بالطلاق حيث كان ينص القانون الفرنسي على أن تحصل الزوجة على نصف ممتلكات زوجها في حالة الطلاق، الأمر الذي لم يكن يريده بيكاسو، وظل بيكاسو وأولجا متزوجين رسميًا حتى وفاة أولجا عام 1955.
استمرت علاقة بيكاسو بماري تريز والتر لفترة طويلة من الوقت وأنجب منها ابنتهما «مايا»، وقد عاشت ماري على أمل أن يتزوجها بيكاسو في يوم من الأيام إلا أنه لم يفعل، وقد شنقت نفسها بعد وفاة بيكاسو بأربعة أعوام. وخلال حياته، عرف بيكاسو العديد من العشيقات إلى جانب زوجته، وقد تزوج بيكاسو مرتين وأنجب أربعة أطفال من ثلاث نساء مختلفات. وفي أواخر الثلاثينات تعرّف بيكاسو بدورا مار، عشيقته اليوغوسلافية والتي كانت تعمل مصورة فوتوغرافية، واستمرت علاقتهما حتى أوائل الأربعينات. وقد قامت دورا مار بتوثيق لوحة بيكاسو الشهيرة غرنيكا.
أثناء الحرب العالمية الثانية استمر بيكاسو في العيش في باريس حينما احتلها الألمان، إلا أن أسلوب بيكاسو الفني لم يكن يتناسب مع الفكر النازي في ذلك الوقت ولذلك لم يعرض بيكاسو لوحات في هذه الفترة. بعدها لجأ بيكاسو إلى مرسمه وبدأ في الرسم والإنتاج من جديد، وكان من بين هذه اللوحات حياة ساكنة مع الجيتار عام 1942، ومقبرة تشارنيل عام 1944. وعلى الرغم من الألمان كانوا يمنعون استخدام البرونز في باريس إلا أن بيكاسو استمر في استخدام البرونز في أعماله والتي كان يتم تهريبها إليه من قِبل المقاومة الفرنسية.
في هذه الفترة بدأ بيكاسو الكتابة كمخرج بديل، وفي الفترة من 1935 وحتى 1959 كتب بيكاسو أكثر من 300 قصيدة، وكانت هذه الأعمال غير معنونة باستثناء بعض التواريخ وأماكن الكتابة أحيانًا، وكانت هذه الأعمال ذوقية ومثيرة إلى حد كبير، مثل مسرحيتيه «الرغبة التي أشعلها الذنب» عام 1941، و«الفتيات الصغيرات الأربع» عام 1949. في عام 1944 وبعد أن تحررت باريس من الاحتلال الألماني، بدأ بيكاسو في علاقة عاطفية جديدة مع طالبة للرسم تدعى فرانسواز جيلوت وكانت تصغره بأربعين عامًا، والتي عاش معها بيكاسو بعدما تعب من عشيقته دورا مار. وفي عام 1947 أنجبا «كلود»، ثم «بالوما» في 1949.
وفي عام 1964، صدر لفرانسواز كتاب عن حياة بيكاسو بعنوان «الحياة مع بيكاسو» وصفت فيه فرانسواز معاملة بيكاسو البذيئة وخياناته المتعددة التي دفعتها لمغادرته ومعها طفليها، وكانت هذه ضربة قاسية بالنسبة لبيكاسو.

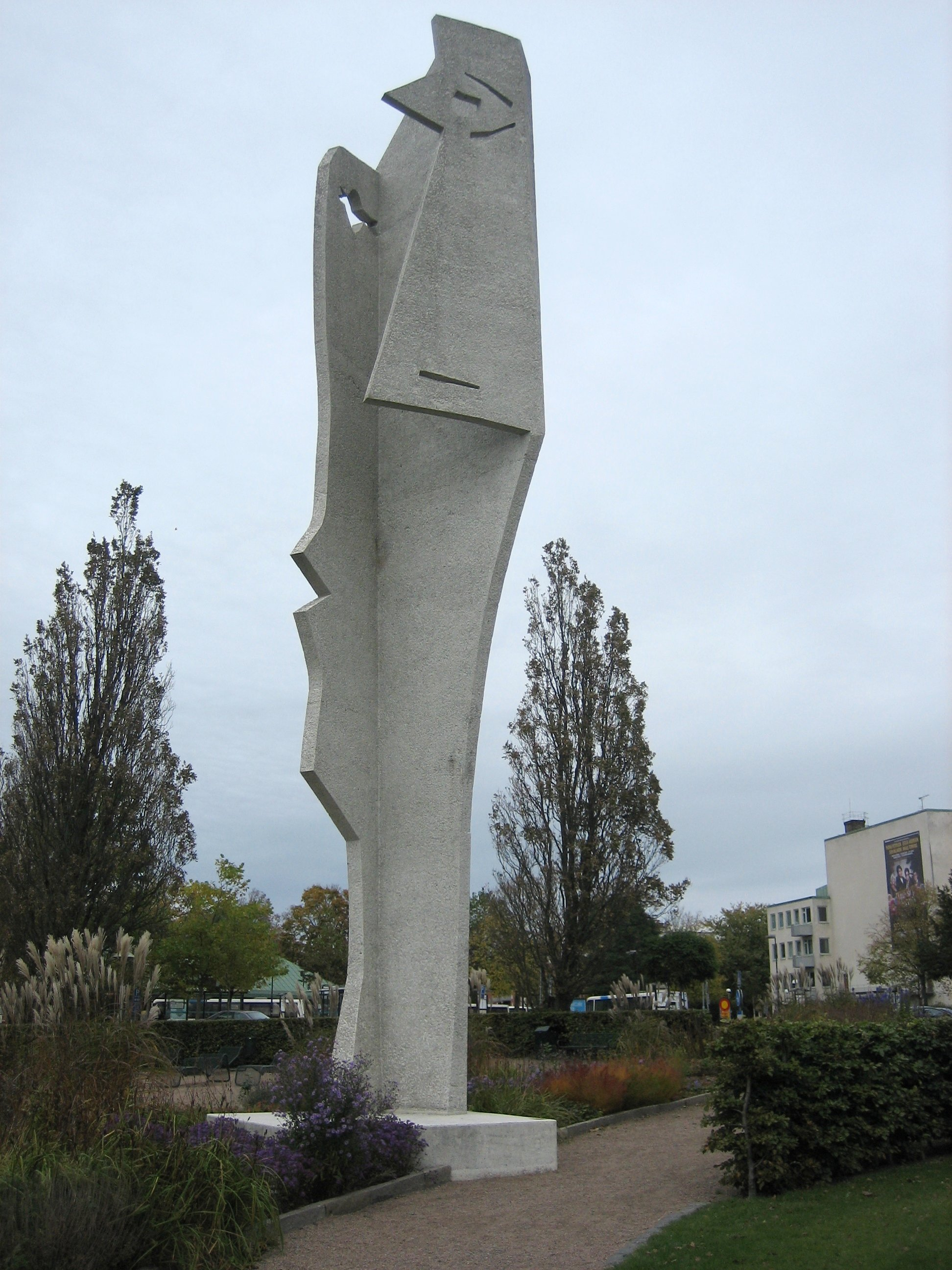
رأس امرأة (بابلو بيكاسو)

وأثناء علاقته بفرانسوا دخل بيكاسو في علاقة جديدة مع جينفييف لابورت والتي كانت تصغره بحوالي خمسة وأربعين عامًا وهو فارق عمري أكبر من الفارق بين عمره وعمر فرانسواز، واستمرت هذه العلاقة ثلاثة سنوات منها ستة أسابيع ظلت علاقته فيها فرانسواز قائمة.
وفي هذه الفترة، وكما يبدو من أعمال بيكاسو، بدأ بيكاسو في التصالح مع سنه المتقدمة وبدأ انجذابه للشابات يتراجع. وفي السبعينيات من عمره، بدأت العديد من أعماله سواء بالحبر أو الطباعة في استعادة موضوعات قديمة، مثل أقزام مشوهة من صورة سيدة جميلة شابة لمحبي طراز الرسم بالنقط.
بعدها تعرّف بيكاسو على جاكلين روك والتي كانت تعمل بصناعة الفخار في الريفيرا الفرنسية حيث كان يرسم بيكاسو هناك على السيراميك، وقد أصبحت جاكلين فيما بعد حبيبته ثم زوجته في عام 1961 والتي استمرت معه حتى وفاته. كان زواج بيكاسو من جاكلين بمثابة انتقام له من فرانسواز جيلوت التي كانت قد طُلقت من زوجها لوك سيمون لسعيها للزواج من بيكاسو لتأمين حقوق أبنائها كورثة شرعيين لبيكاسو فيما بعد. ولكن بعدما تقدمت جيلوت لطلب الطلاق من لوك، كان بيكاسو قد تزوج سرًا من جاكلين، الأمر الذي جعل علاقته بأبنائه كلود وبالوما متوترة إلى حد كبير. قبل هذا الوقت كان بيكاسو قد شيّد منزلًا كبيرًا على الطراز القوطي، وتم منحه فيلات كبيرة في جنوب فرنسا، فقد أصبح بيكاسو من مشاهير العالم حيث أصبح الاهتمام كبيرًا بحياته الشخصية تمامًا مثل الاهتمام بفنه.
بالإضافة إلى إنجازاته الفنية، كان له ظهور بسيط في بعض الأفلام التي كان يظهر فيها كبيكاسو نفسه، منها «وصية أورفيوس» للمخرج الفرنسي جان كوكتو عام 1960، كما ساعد في فيلم "لغز بيكاسو" عام 1956 للمخرج هنري جورج كلوزو.

### وفاته
توفي بيكاسو في 8 أبريل عام 1973 في موجان بفرنسا أثناء عشائه مع زوجته جاكلين وبعض أصدقائهما، وكانت كلماته الأخيرة «اشرب لي، اشرب لصحتي، فأنت تعرف أنه لا يمكنني الشرب أكثر من ذلك». دُفن بيكاسو في شاتو بالقرب من مقاطعة أيكس إن في قطعة أرض كان قد تم منحها له عام 1958 ثم انتقل للعيش فيها مع جاكلين منذ عام 1959 حتى 1962. وقد منعت جاكلين ابنيه كلود وبالوما من حضور جنازة أبيهما، وعاشت من بعدها جاكلين وحيدة ومُحطمة حتى أطلقت على نفسها الرصاص عام 1985 وماتت عن عمر يناهز الـ 59 عامًا.

### أولاده
- باولو (4 فبراير 1921 – 5 يونيو 1975) من زوجته أولجا خوخلوفا.
- مايا (5 سبتمبر 1935 - 20 ديسمبر 2022) من عشيقته مارى تريز والتر.
- كلود (15 مايو 1947 -) وبالوما (19 أبريل 1949 -) من زوجته فرانسواز جيلوت.

## توجهاته السياسية
بالرغم من العديد من أعماله التي جاءت مناهضة للحرب، إلا أن بيكاسو كان قد اتخذ موقفًا محايدًا تجاه كل من الحرب العالمية الأولى، الحرب الأهلية الإسبانية، والحرب العالمية الثانية رافضًا الانضمام للقوات المسلحة لأي جهة أو بلد. عند اندلاع الحرب الأهلية الإسبانية عام 1937 كان بيكاسو في أواخر الخمسينات من عمره، وبالتالى كان أكبر سنًا في الحرب العالمية الثانية، ولا يمكن أن يتوقع أن يحمل سلاحًا أو يشارك في الحرب. كمواطن إسباني يعيش في فرنسا، كان بيكاسو يعيش تحت إكراه القتال ضد الغزاة الألمان في كل من الحربين العالميتين.
في الحرب الأهلية الإسبانية كان للإسبانيين المقيمين بالخارج فرصة ما إذا كان يودّون العودة طواعية إلى بلدهم للمشاركة في الحرب مع أي من الجانبين. على الرغم من تعبير بيكاسو عن غضبه وإدانته لفرانثيسكو فرانكو والفاشيين خلال أعماله، إلا أنه لم يرفع سلاحًا ضدهم. كذلك فإنه بقى بعيدًا عن حركة الاستقلال الكتالنية خلال شبابه على الرغم من دعمه العام لها وصداقته لبعض النشطاء بها.
في عام 1944 انضم بيكاسو للحزب الشيوعي الفرنسي، وحضر مؤتمر دولي للسلام في بولندا، وفي عام 1950 حصل على جائزة ستالين للسلام من الجمهورية السوفيتية. لكن انتقادات الحزب والمتمثلة في شخص ستالين أدت إلى فتور اهتمام بيكاسو بالحزب الشيوعي، على الرغم من بقائه عضوًا مخلصًا للحزب حتى وفاته.

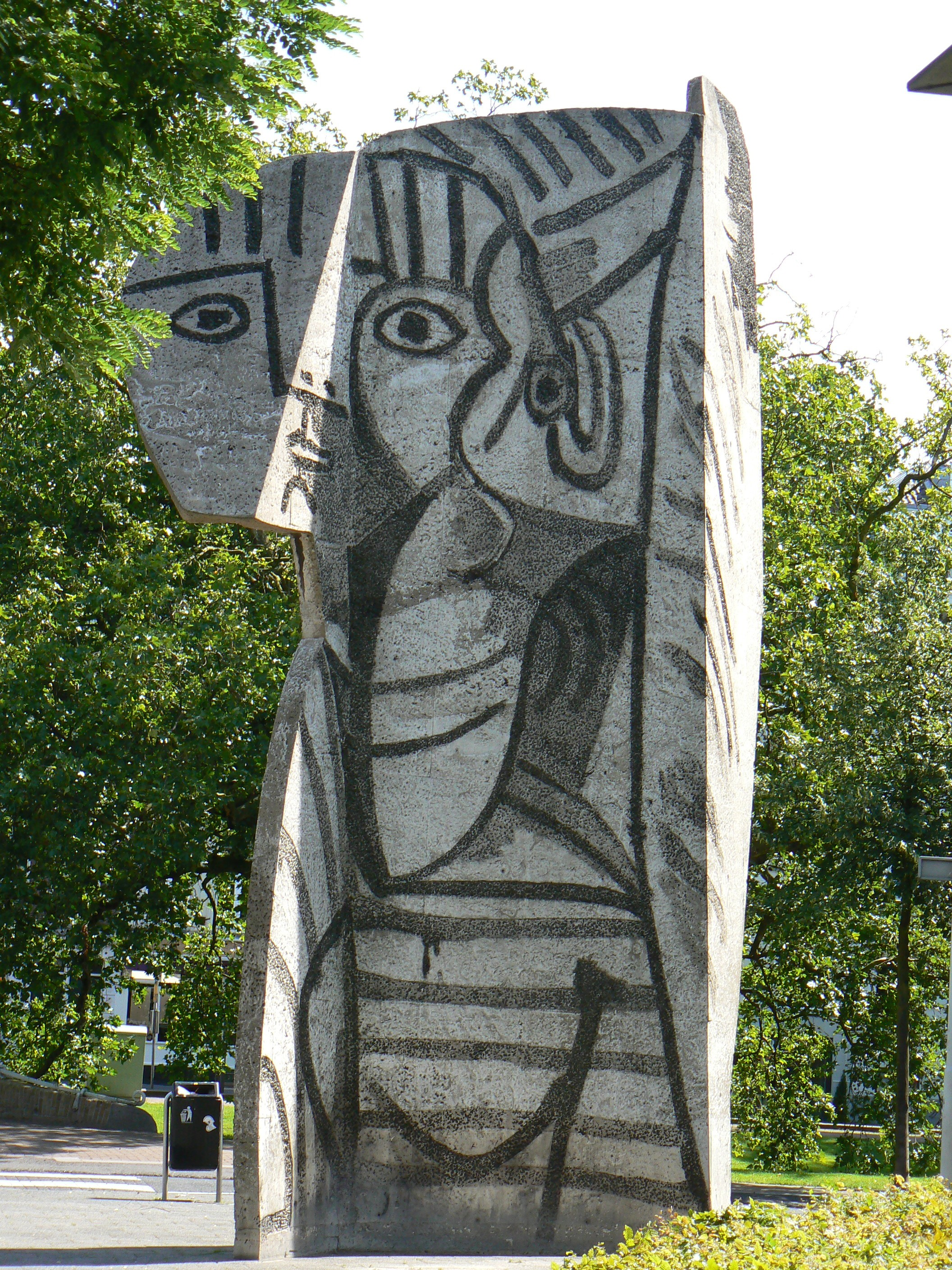
تمثال في روتيردام - بابلو بيكاسو

في مقابلة له مع جيروم سيكلر قال بيكاسو: «أنا شيوعى ولوحاتى شيوعية، لكننى إذا كنت إسكافيًا، ملكيًا كنت أو شيوعيًا أو أي شئ آخر، فإننى لن أطرق حذائى بطريقة ما كى أظهر سياستى». إلا أن تشدده الشيوعي، بالإضافة إلى القواسم المشتركة التي كانت تجمعه بالعديد من المثقفين والفنانين في هذه الفترة رغم حظرها رسميًا من قبل إسبانيا فرانكو (وهي فترة من التاريخ الإسباني 1936 - 1975 كانت فيها إسبانيا تحت سيطرة الحكم الديكتاتورى الشمولى لفرانثيسكو فرانكو)، كانت مثارًا للجدل حول بيكاسو لفترة كبيرة من الوقت. وهناك عدة مصادر بارزة كانت قد أشارت إلى علاقة بيكاسو المتوترة نوعًا ما بالفنان الإسباني الكاتالانى سلفادور دالي.
في أواخر الأربعينات كان صديق بيكاسو القديم وهو الشاعر السريالى أندريه بروتون والذي كان تروتسكيًا ومُعاديًا للستالينية، كان أكثر صراحة حين رفض مصافحة بيكاسو قائلًا له: «أنا لا أوافق على انضمامك للحزب الشيوعى ولا على دعمك لحركات تطهير المثقفين بعد التحرير».
عام 1962 حصل بيكاسو على جائزة لينين للسلام، ويرى كاتب السيرة والناقد الفنى جون بيرغر أن مواهب بيكاسو قد أُهدرت من قِبل الشيوعيين. وخلال المقابلات التي أجراها معه جان كوكتو، كان بيكاسو قد أشار إلى الشيوعين قائلًا: «لقد انضممت إلى أسرة مثلها مثل بقية الأسر، مليئة بالقرف والبذاءة». كان بيكاسو ضد تدخل الأمم المتحدة والولايات المتحدة الأمريكية في الحرب الكورية، وقد قام بتصوير مذابح كوريا في لوحته «مذبحة كوريا» عام 1951...

## حياته الفنية
من أقوال بيكاسو: الفن هو الكذبة التي تجعلنا نكتشف الحقائق.
غالباً ما يتم تصنيف أعمال بيكاسو على فترات، وعلى الرغم من اختلاف أسماء تلك الفترات إلا أن الشائع عن تقسيم أعمال بيكاسو هو:
- الفترة الزرقاء (1901 - 1904).
- الفترة الوردية (1905 - 1907).
- فترة الأفريقية (1908 - 1909).
- المرحلة التكعيبية التحليلية(فن) (1909 - 1912).
- المرحلة التكعيبية التركيبية(فن) (1912 - 1919).

### مبيعات لوحاته
وقد بيعت لوحة "امرأة الساعة" التي رسمها بابلو بيكاسو عام 1932 بمبلغ 139.3 مليون دولار، ليلة الأربعاء 8 نوفمبر2024م في دار "سوثبيز" للمزادات في نيويورك. وأصبحت اللوحة ثاني أغلى قطعة للفنان تُباع في مزاد علني بعد لوحة "نساء الجزائر"، التي بيعت بمبلغ 179 مليون دولار في دار "كريستيز" في نيويورك عام 2015.

## الوفاة
توفي بابلو بيكاسو يوم 8 أبريل/نيسان 1973 في مدينة موجان بجنوب فرنسا، وفي الذكرى المئوية لميلاده في 1981، استحدثت منظمة الأمم المتحدة للتربية والعلم والثقافة «اليونسكو» جائزة «ميدالية بيكاسو» لتمنح للشخصيات البارزة في عالم الفن والثقافة.

## وصلات خارجية
- بابلو بيكاسو على موقع IMDb (الإنجليزية)
- بابلو بيكاسو على موقع الموسوعة البريطانية (الإنجليزية)
- بابلو بيكاسو على موقع مونزينجر (الألمانية)
- بابلو بيكاسو على موقع ألو سيني (الفرنسية)
- بابلو بيكاسو على موقع ميوزك برينز (الإنجليزية)
- بابلو بيكاسو على موقع أول موفي (الإنجليزية)
- بابلو بيكاسو على موقع قاعدة بيانات برودواي على الإنترنت (الإنجليزية)
- بابلو بيكاسو على موقع قاعدة بيانات برودواي على الإنترنت (الإنجليزية)
- بابلو بيكاسو على موقع قاعدة بيانات الأفلام السويدية (السويدية)
- بابلو بيكاسو على موقع إن إن دي بي (الإنجليزية)
- (بالإسبانية) مؤسسة بابلو بيكاسو
- (بالفرنسية) متحف بابلو بيكاسو في باريس
- (بالإنجليزية) متحف غوغنهايم في نيويورك